# Саббьоне, Хорхе Педро
Хорхе Педро Саббьоне Глереан (исп. Jorge Pedro Sabbione Glerean, 16 апреля 1948) — аргентинский хоккеист (хоккей на траве), полевой игрок.

## Биография
Хорхе Саббьоне родился 16 апреля 1948 года.
Играл в хоккей на траве за «Мунисипалидад» из Буэнос-Айреса.
В 1968 году вошёл в состав сборной Аргентины по хоккею на траве на Олимпийских играх в Мехико, занявшей 14-е место. Играл в поле, провёл 7 матчей, мячей не забивал.
В 1972 году вошёл в состав сборной Аргентины по хоккею на траве на Олимпийских играх в Мюнхене, занявшей 14-е место. Играл в поле, провёл 7 матчей, забил 1 мяч в ворота сборной Пакистана.
В 1975 году в составе сборной Аргентины завоевал золотую медаль хоккейного турнира Панамериканских игр в Мехико.
В 1976 году вошёл в состав сборной Аргентины по хоккею на траве на Олимпийских играх в Монреале, занявшей 11-е место. Играл в поле, провёл 5 матчей, забил 1 мяч в ворота сборной Канады.

## Семья
Брат-близнец Хорхе Педро Саббьоне Альберто Саббьоне (род. 1948) также выступал за сборную Аргентины по хоккею на траве, в 1971 году стал чемпионом Панамериканских игр в Кали.